# طفو الشجر
طفو الشجر أو طفو جذوع الأشجار  هي طريقة سهلة تستخدم في كندا لنقل جزوع الأشجار المقطوعة في الغابات عبر الأنهار وتوصيلها عائمة إلى ورش تصنيع الخشب .

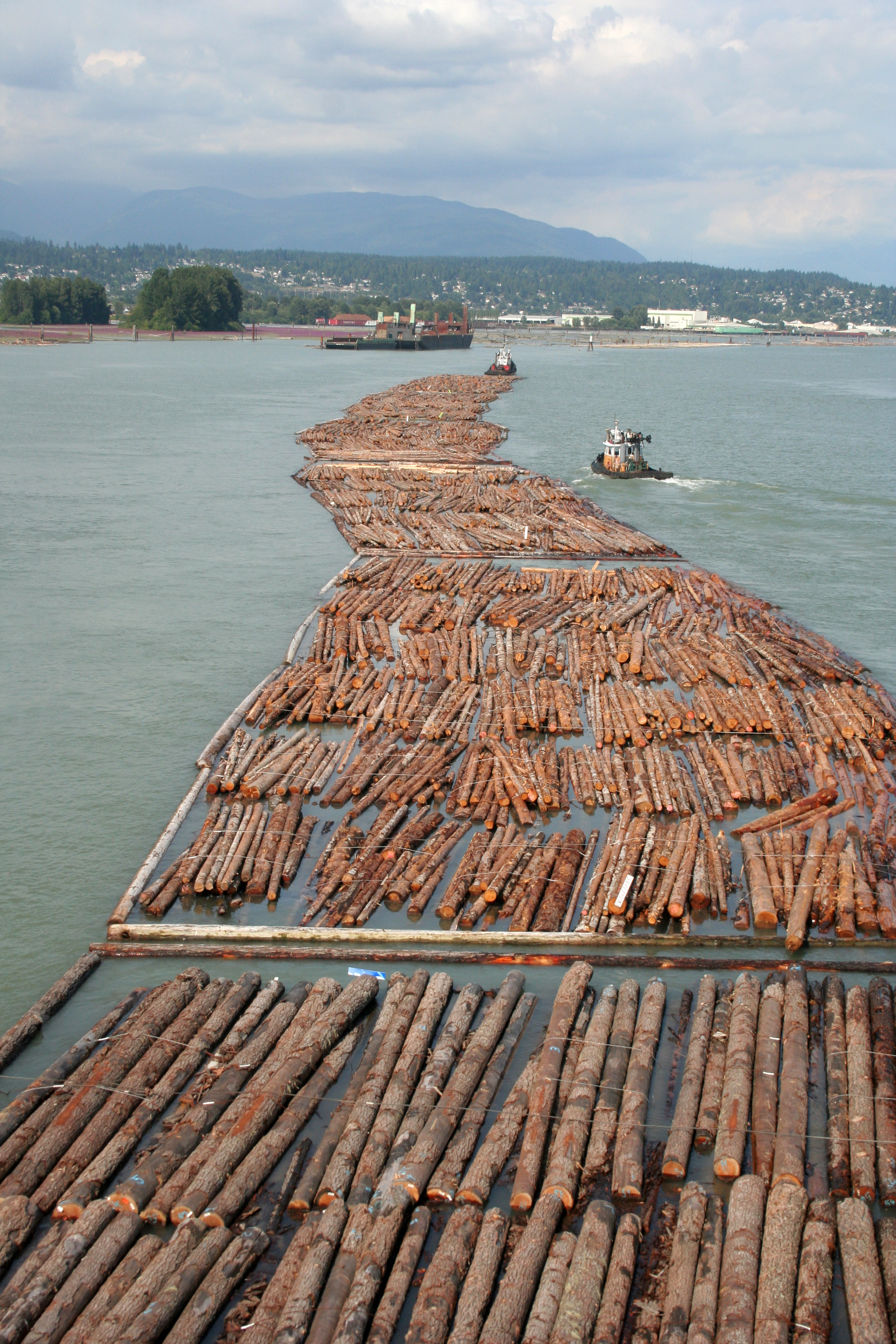
نقل جذوع الأشجار في الأنهار في فانكوفر ، كندا

## اقرأ أيضا
- طفو